# Ralph Doubell
Ralph Douglas Doubell AM (* 11. Februar 1945 in Melbourne) ist ein ehemaliger australischer Mittelstreckenläufer und Olympiasieger.
Doubell hatte eigentlich eine nur kurze internationale sportliche Karriere, allerdings war er zum richtigen Zeitpunkt am richtigen Platz – bei den Olympischen Spielen – bestens vorbereitet und in Top-Form. Er graduierte an der University of Melbourne, wo er als Trainer den Österreicher Franz Stampfl bekam. Doubells erster wichtiger internationaler Erfolg war der Sieg im 800-Meter-Lauf bei den World Student Games 1967 in Tokio mit einer Zeit von 1:46,7 min.
Bei den Olympischen Spielen 1968 in Mexiko-Stadt gewann Doubell die Goldmedaille über 800 Meter, stellte den bestehenden Weltrekord von 1:44,3 min ein, vor dem Kenianer Wilson Kiprugut (Silber) und dem US-Amerikaner Tom Farrell (Bronze). Doubell war auch für die Olympischen Spiele 1972 in München qualifiziert, musste seine Teilnahme jedoch wegen verschiedener Verletzungen absagen.
Nach seinem Rückzug aus dem aktiven Sport arbeitete Ralph Doubell u. a. als Direktor der Auslandsabteilung der Deutschen Bank in Australien. Bis zum Jahre 2007 war er Verwaltungsdirektor des Telstra Stadium in Sydney. 2006 wurde er für seine Verdienste als Verbandsfunktionär in der Leichtathletik sowie als Wettkämpfer zum Member des Order of Australia ernannt.